# Scrobipalpula seniorum
Scrobipalpula seniorum is een vlinder uit de familie tastermotten (Gelechiidae). De wetenschappelijke naam is voor het eerst geldig gepubliceerd in 2000 door Povolny.
De soort komt voor in Europa.